# Vasile Suciu (fotbalist)
Vasile Suciu (n. 21 octombrie 1942, Soporu de Câmpie, Cluj - d. 9 noiembrie 2013) a fost un fotbalist care a evoluat la Arieșul Turda (cu care a câștigat Cupa României în fața Rapidului), Steaua București, Jiul Petroșani, Sportul Studențesc, precum și în naționala României (într-un meci împotriva naționalei olimpice a Ungariei) pe postul de portar. A câștigat, alături de Steaua, de cinci ori Cupa României, iar în sezonul 1967-1968 a obținut titlul de campion național cu aceeași echipă. La echipa națională de tineret a primit un singur gol la turneul organizat de UEFA în 1962, turneu câștigat de România. Chiar dacă cariera sa a fost întreruptă de un grav accident, Suciu a rămas în memoria fanilor fotbalului din anii '60 și '70 drept unul din cei mai buni portari români, precum și unul dintre simbolurile formației Steaua București, pentru care a evoluat din 1963 și până în 1972. La fel ca și rivalitatea din deceniul anterior celui în care Suciu a evoluat pentru Steaua, dintre Costică Toma și Ion Voinescu, Vasile Suciu s-a luptat pentru un loc între buturile formației militare cu un alt portar de valoare, Carol Haidu.

## Cariera
Vasile Suciu și-a început cariera de fotbalist la vârsta de 17 ani, evoluând pentru formația Izometal Turda. A fost descoperit de Rațiu și promovat de Nicolae Szoboszlay. A jucat pentru Izometal până în 1958, când se transferă la concitadina Arieșul Turda, echipă care evolua în eșalonul fotbalistic secund al României, Divizia B.
În anul 1961, formația Arieșul Turda avea să ajungă în finala Cupei României. Deși evolua în liga secundă, formația la care era legitimat Vasile Suciu a reușit să treacă de o serie de echipe mai bine cotate, cum ar fi Știința Timișoara sau UTA Arad. În finală, Arieșul avea să întâlnească formația bucureșteană Rapid, iar Suciu avea să fie titular, meci în care era învins de către Nicolae Georgescu în minutul 24 al partidei. Însă Arieșul Turda a revenit în meci în minutul 51, când Gheorghe Băluțiu avea să îl învingă din penalty pe portarul rapidist Gheorghe Dungu. Peste doar un minut, același Băluțiu a marcat al doilea gol al formației din Turda, divizionara secundă devenind prima echipă care câștiga Cupa României fără să participe vreodată în Divizia A.
În 1962, ca jucător al Arieșului din Turda, este selecționat în echipa României care a participat la turneul final al Campionatului European de Juniori. În cele din urmă, România și portarul Vasile Suciu aveau să câștige turneul. Tot în acest an, el se mută la București, evoluând doar un tur de campionat la formația Viitorul. Pentru că echipa sa de club s-a desființat la doar câteva săptămâni după intrarea în noul an, Suciu ajunge, în 1963, la Steaua București.
Începând din sezonul 1965-1966 și până în sezonul 1970-1971, Vasile Suciu va câștiga câte un trofeu pe sezon cu Steaua. În sezonul 1965-1966 va câștiga Cupa României, după o finală în care Steaua a trecut cu ușurință, scor 4-0, de UTA Arad. Chiar dacă a început meciul ca titular, Suciu avea să fie schimbat pe parcursul partidei cu „rivalul” său pentru un loc între buturile Stelei, Carol Haidu.
În 1964, la data de 20 mai, Vasile Suciu debuta ca senior la echipa națională, evoluând fără să primească gol împotriva naționalei olimpice a Ungariei. A urmat apoi meciul de la Sofia, împotriva Bulgariei, în care Suciu a păstrat din nou tabela imaculată în dreptul României, „tricolorii” învingând cu scorul de 1-0.
În următorul sezon, a reușit să își adauge în palmares cea de-a treia Cupă a României, după ce Steaua a trecut, în finală, scor 6-0, de formația Foresta Fălticeni. De data aceasta, titularul în poarta celor de la Steaua a fost Carol Haidu, care a fost totuși schimbat cu Suciu în minutul 60.
Primul și unicul titlu de campion al României pentru Suciu a fost cel din 1967-1968, la finalul acestei ediții de campionat Steaua terminând la egalitate cu FC Argeș. Departajarea s-a făcut la golaveraj, iar golaverajul de +19 al Stelei a fost îndeajuns pentru a câștiga titlul, piteștenii având +17 diferența la golaveraj.
A patra Cupă a României a venit pentru Suciu în sezonul 1968-1969. În finală, Steaua și-a învins marea rivală, Dinamo București, scor 2-1, iar Vasile Suciu a jucat toate cele 90 de minute, primind un singur gol, de la Florea Dumitrache.
După ce nu a evoluat în finala Cupei României din sezonul 1970-1971 al acestei competiții, titular fiind Haidu (finală câștigată de Steaua, scor 3-2, și a cincea Cupă a României adăugată la palmaresul portarului), Vasile Suciu a plecat de la Steaua cu destinația Jiul Petroșani, echipă cu care avea din nou să ajungă în finala Cupei României, în sezonul imediat următor. Chiar dacă Vasile Suciu a evoluat toate cele 90 de minute împotriva Rapidului, formația de sub Podul Grant a reușit să se impună cu scorul de 2-0, Suciu ratând astfel câștigarea celei de-a șasea Cupe a României. A plecat de la Jiul la sfârșitul sezonului, revenind în București pentru a evolua la Sportul Studențesc.
Cariera sa a fost însă încheiată însă în 1975, după un accident rutier foarte grav în care a suferit fracturi la ambele picioare, la vârsta de 33 de ani.

## Palmares
Arieșul Turda
- Cupa României: 1
  - 1960-1961

Steaua București
- Divizia A: 1
  - 1967-1968
- Cupa României: 5
  - 1965-1966, 1966-1967, 1968-1969, 1969-1970, 1970-1971

## Distincții
- Ordinul Muncii clasa a III-a (30 aprilie 1962) „pentru cucerirea primului loc în Turneul European de Fotbal Juniori (U.E.F.A.)”[5]
- Ordinul „Meritul Sportiv” clasa a III-a (2008)[6]